# Мадонна на лугу
Мадонна на лугу, или Мадонна в зелени (итал. La Madonna del Prato), — картина художника эпохи итальянского Возрождения Джованни Беллини (1433—1516), представителя венецианской школы живописи. Создана около 1505 года. Хранится в Лондонской национальной галерее.
Под таким же названием: «Мадонна на лугу», или «Мадонна в зелени», известна картина Рафаэля Санти.

## История
Картина «Мадонна на лугу» долгое время считалась работой Марко Базаити. Только в 1928 году признана шедевром кисти Джованни Беллини. В 1949 году из-за плохой сохранности основы картину перевели с дерева на холст (обычная практика того времени), но в процессе перевода картина была повреждена в нескольких местах.

## Композиция, иконография и стиль
На картине изображены Дева Мария и Младенец Иисус, спящий у Неё на коленях. В этой композиции средневековая иконография «Девы Смирения» (Vergine dell’Umiltà), или «Богоматери Умиления» (итал. Madonna della Tenerezza, Madonna dell’ Umiltá), совмещена с традиционным для венецианской живописи пантеистическим ощущением пейзажа, типичного для венецианской терафермы.
Положение Богомладенца, Его мертвенная бледность и закрытые глаза отсылают зрителя к величественной и трагичной теме Пьеты (оплакивания Христа). Важное значение в этой композиции обретают детали пейзажа: стервятник, сидящий на дереве (вверху слева), и само безжизненное дерево — возможные символы смерти. У основания дерева изображён пеликан, убивающий змею: символ Воскресения к новой жизни, освобождения от зла первородного греха.
На дальнем плане — пейзаж с сельскохозяйственными угодьями и укреплением на холме относится к конкретному месту: Фельтре близ Венеции. Холм, на котором стоит цитадель, называется «Козий перевал» (Colle delle Capre). Пейзаж наполнен мелочами повседневной сельской жизни и медленно текущего времени. К югу от Фельтре и за стенами — церковь и монастырь Санта-Мария-дель-Прато с примыкающим приютом (la chiesa e il convento di Santa Maria del Prato con annesso ospedale-ospizio), здания сохранились по настоящее время. Пахотное поле в этом месте существовало для поддержки приюта (оспедале). Полуобнаженная фигура (еле видна на картине слева), возможно, напоминает о больных, исцелившихся в этом месте физически и, главное, духовно.
Симметрия композиционного треугольника, в который вписаны фигуры, тонкость тональной живописи, создают ощущение умиротворения, возвышенной религиозности и человеческой нежности, заставляющей вспомнить другую картину Беллини «Озёрная Мадонна», или «Священная аллегория» (итал.  Allegoria Sacra), относящейся к типу Святого Собеседования. В этой картине фигуры также написаны на фоне таинственного пейзажа, в котором, по выражению А. Н. Бенуа, «под уснувшими скалами дремлют воды».